# Rushton Hall
Rushton Hall  är ett stately home som ligger i Rushton i North Northamptonshire, Northamptonshire i England. Runt byggnaden finns det flera terrassträdgårdar som designades av Thomas Hayton Mawson mellan 1905 och 1909. Delar av byggnaden är daterad till 1400- och 1500-talen, däribland fåfängan Rushton Triangular Lodge som Thomas Tresham lät bygga men som idag ägs av English Heritage och är öppen för allmänheten. Totalt är marken runt byggnaden 92 hektar och floden Ise flyter söder om Rushton Hall.
Rushton Hall ägdes av den katolska släkten Tresham från 1438, när Sir John Tresham köpte den. Rushton Hall togs senare över av sir Thomas Tresham (1500–1559), vars sonson sir Thomas Tresham (1534–1605) år 1592 lät bygga Rushton Triangular Lodge på sina ägor. Dennes son, Francis Tresham, var en av konspiratörerna som medverkade i krutkonspirationen, som gick om stöpet den 5 november 1605. Efter Francis Treshams död i Towern den 23 december 1605 gick ägarskapet för Rushton Hall över till hans bror Lewis.
Rushton Hall såldes år 1619 till Sir William Cockayne innan det 1828 köptes av William Williams Hope, släkting till Thomas Hope. Efter Hopes död 1854 såldes Rushton Hall till Clara Thornhill (senare Clarke-Thornhill), som var god vän med författaren Charles Dickens; den fiktiva byggnaden Haversham Hall i Dickens Lysande utsikter är baserad på Rushton Hall. Släkten Clarke-Thornhills ägde byggnaden fram till 1934. 
1957 togs Rushton Hall över av Royal National Institute of Blind People (RNIB) innan det 2003 såldes till det privat ägda bolaget H I Limited. För närvarande är Rushton Hall ett lyxhotell.